# کوه‌های سنت الیاس
کوه‌های سنت الیاس (به انگلیسی: Saint Elias Mountains) رشته کوهی واقع در ایالات متحده آمریکا و کانادا در آمریکای شمالی می‌باشد.
دو تا قله اصلی آن کوه لوگن (به ارتفاع ۵۹۵۹ متر) و کوه سنت الیاس (به ارتفاع ۵۴۸۹ متر) می‌باشند.

## نگارخانه

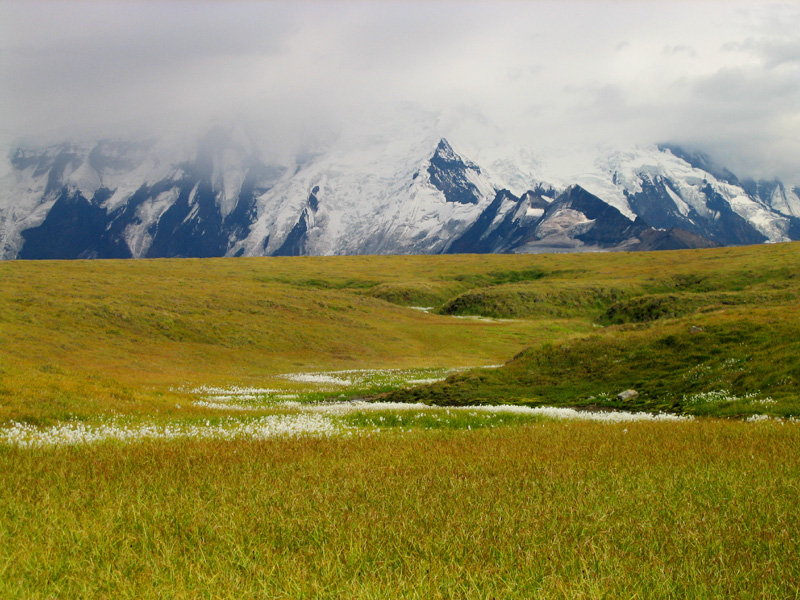